# Dendrochilum gracilipes
Dendrochilum gracilipes är en orkidéart som beskrevs av Cedric Errol Carr. Dendrochilum gracilipes ingår i släktet Dendrochilum och familjen orkidéer. Inga underarter finns listade i Catalogue of Life.